# Forestville (Michigan)
Forestville – wieś w Stanach Zjednoczonych, w stanie Michigan, w hrabstwie Sanilac.